# Giải vô địch cờ vua thế giới 2014
Giải vô địch cờ vua thế giới 2014 là trận đấu giữa nhà vô địch thế giới Magnus Carlsen và người thách đấu Viswanathan Anand, để xác định nhà vô địch cờ vua thế giới. Nó được tổ chức từ ngày 7 đến 28 tháng 11 năm 2014, dưới sự bảo trợ của Liên đoàn Cờ vua Thế giới (FIDE) tại Sochi, Nga.
Trận đấu được quyết định sau 11 trong số 12 ván đấu theo lịch trình. Vào ngày 23 tháng 11 năm 2014 Carlsen giữ được danh hiệu của mình, sau khi thắng ba, thua một và hòa bảy ván.

## Giải đấu Ứng viên
Người thách đấu được xác định trong Giải đấu Ứng viên 2014, một giải đấu vòng tròn 2 lượt gồm tám kỳ thủ diễn ra tại Khanty-Mansiysk, Nga, từ ngày 13 tháng 3 đến ngày 31 tháng 3 năm 2014. Những người tham gia, theo thứ tự các quy tắc được FIDE công bố, là:
| Tiêu chí tham dự | Kỳ thủ                | ELO tháng 3 năm 2014 |
| --- | --------------------- | -------------------- |
| Á quân Giải vô địch cờ vua thế giới 2013 | Viswanathan Anand     | 2770                 |
| Hai kỳ thủ vào chung kết Cup Thế giới cờ vua 2013 | Vladimir Kramnik      | 2787                 |
| Hai kỳ thủ vào chung kết Cup Thế giới cờ vua 2013 | Dmitry Andreikin      | 2709                 |
| Hai kỳ thủ có kết quả tốt nhất FIDE Grand Prix 2012-13 | Veselin Topalov       | 2785                 |
| Hai kỳ thủ có kết quả tốt nhất FIDE Grand Prix 2012-13 | Shakhriyar Mamedyarov | 2757                 |
| Hai kỳ thủ có Elo cao nhất tiếp theo từng tham dự World Cup 2013 hoặc FIDE Grand Prix 2012-13 (tính Elo trung bình ở 12 bảng xếp hạng từ tháng 8 năm 2012 đến tháng 7 năm 2013) | Levon Aronian         | 2830                 |
| Hai kỳ thủ có Elo cao nhất tiếp theo từng tham dự World Cup 2013 hoặc FIDE Grand Prix 2012-13 (tính Elo trung bình ở 12 bảng xếp hạng từ tháng 8 năm 2012 đến tháng 7 năm 2013) | Sergey Karjakin       | 2766                 |
| Suất đặc cách của ban tổ chức (Hệ số Elo tháng 7 năm 2013 ít nhất 2725) | Peter Svidler         | 2758                 |